# Блу-Лейк (Калифорния)
Блу-Лейк (англ. Blue Lake; букв. «Голубое озеро») — город в округе Гумбольдт в штате Калифорния в Соединённых Штатах Америки.
Согласно результатам переписи населения США, проведённой в 2020 году, число жителей города составляло 1208 человек, что, для такого небольшого населённого пункта, существенно меньше (− 3.6%), чем было во время предыдущей переписи прошедшей в 2010 году (1253 человека).

## География
Согласно данным представленным Бюро переписи населения США, общая площадь города составляет 0,6 квадратных мили (1,6 км2), более 95% которой составляет суша.

## История

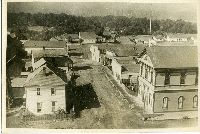
Блу-Лейк в 1906 году

Первое отделение Почтовой службы США под названием Blue Lake было основано в 1878 году. 
23 апреля 1910 года поселение было инкорпорировано и включено в реестр штата Калифорния, благодаря чему некорпоративное сообщество  официально получило статус города («Сity of» / «Town of»). Население города на момент обретения статуса насчитывало около пятисот жителей.